# Adda (Bahr al-Arab)
Adda je rijeka u Sudanu, desni izvorni tok Bahr al-Araba.
Rijeka teče kroz Zapadni Bahr el Ghazal  u Južnom Sudanu. Prosječna nadmorska visina je 499 m iznad razine mora. Sutokom s rijekom Umbelasha kod grada Radoma u Sudanu tvori Bahr al-Arab, koji čini granicu između Južnog Sudana i Sudana, a i sama rijeka Adda pred ušće nakratko čini granicu ovih država.